# Roger Charles Halbique
Roger Charles Halbique, né le 17 juillet 1900 à Amiens et mort le 13 août 1977 à Nice, est un peintre et caricaturiste français.

## Biographie
Né le 17 juillet 1900 à Amiens, Roger Charles Halbique est élève de Jean-Paul Laurens à l'académie Julian puis de Rochegrosse à Alger. Le gouvernement général de l'Algérie lui verse une bourse.
Il fait sa première exposition à Oran en 1928. Il réside à cette date en France puis s'installe à Alger. Entre 1927 et 1945 il expose au Salon des Artistes français. Il participe aux Salons des Orientalistes algériens.
Il meurt en 1977 à Nice.